# Bundespolizeisportschule Kienbaum

Wappen der Bundespolizeisportschule Kienbaum

Die Bundespolizeisportschule Kienbaum (BPOLSPSCH KBM) ist die Sportfördereinrichtung der deutschen Bundespolizei für Sommer- und Ganzjahressportarten mit Sitz im brandenburgischen Grünheide (Mark). Sie verfolgt das Ziel, junge hochtalentierte Sportler in der Ausübung des Leistungssports zu fördern und ihnen gleichzeitig eine dauerhafte berufliche Perspektive zu bieten. Darüber hinaus soll ein möglichst großer Beitrag zum erfolgreichen Abschneiden deutscher Nationalmannschaften im internationalen Wettkampf geleistet werden.

## Förderung
Die Bundespolizeisportschule Kienbaum fördert Athleten in den olympischen Sportarten
- Leichtathletik,
- Bahnradsport,
- Judo,
- Rudern,
- Kanurennsport,
- Kanuslalom,
- Bogenschießen,
- Sportschießen und
- Turnen.

Gefördert werden grundsätzlich solche olympischen Sportarten, in denen sich die Bundesrepublik Deutschland bei Olympischen Spielen sowie Welt- und Europameisterschaften erfolgreich präsentieren kann. Das Pendant für den Wintersport ist die Bundespolizeisportschule Bad Endorf.
Voraussetzung für eine Aufnahme in die Spitzensportförderung der Bundespolizei ist neben der allgemeinen Eignung für den Polizeivollzugsdienst, dass Bewerber eine bei der Bundespolizei geförderte Sportart ausüben und in einer sportfachlichen Prognose durch die Spitzensportverbände Spitzenleistungen auf Weltniveau erreicht werden können. Weiterhin ist ein Bundeskaderstatus obligatorisch.
Nach Beendigung ihrer sportlichen Laufbahn verbleiben knapp 90 Prozent der Sportler bei der Bundespolizei und sind in den verschiedensten Funktionen des mittleren Polizeidienstes im Einsatz.

## Ausbildung

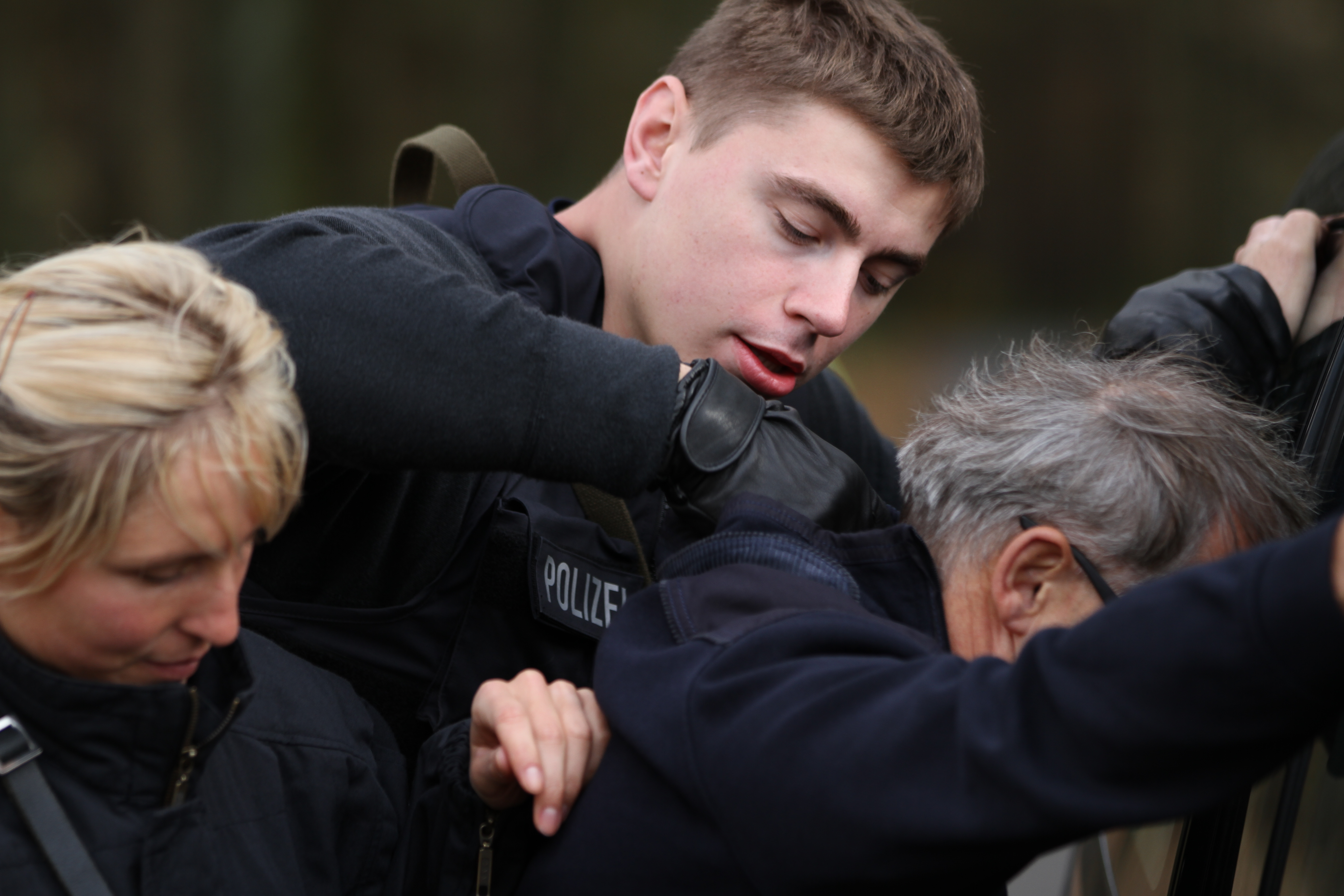
Einsatzausbildung: Kanutin Carolin Leonhardt und Kugelstoßer David Storl bei der Durchsuchung einer Person

Die Ausbildung zum Polizeivollzugsbeamten im mittleren Polizeivollzugsdienst erfolgt in Form einer modularisierten Blockausbildung. Die vier Ausbildungsabschnitte werden in der Regel in einem Zeitraum von vier Jahren absolviert. Während im Zeitraum September bis Dezember die polizeifachliche Ausbildung und das erforderliche disziplinspezifische Training nebeneinander durchgeführt werden, stehen die darauffolgenden acht Monate ausschließlich für die Saisonvorbereitung bzw. die Wettkampfsaison zur Verfügung.
Nach der Ausbildung werden die Sportler für die Dauer ihrer sportlichen Laufbahn vom Polizeidienst freigestellt. Vier Wochen pro Jahr absolvieren sie ein vierwöchiges kenntniserhaltendes Praktikum an einer Bundespolizeidienststelle.

## Sportliche Erfolge

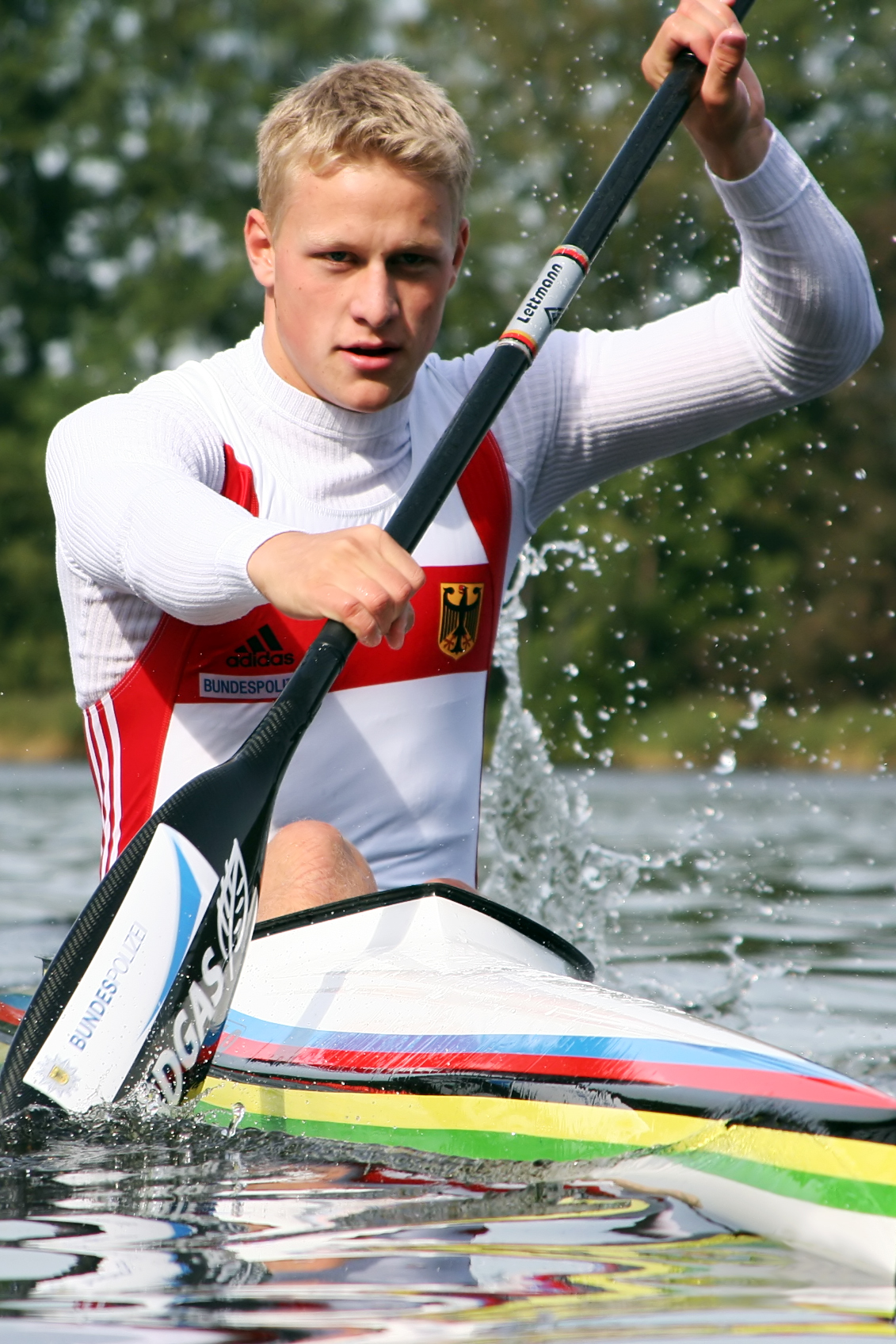
Bundespolizist Max Rendschmidt beim Training auf dem Liebenberger See (Kienbaum)

Seit Bestehen der Einrichtung holten die Sportler der Bundespolizeisportschule Kienbaum bei Olympischen Spielen sowie Welt- und Europameisterschaften knapp 300 Medaillen. Die ersten olympischen Medaillen gab es 2008 in Peking:
- Silber:
  - Annekatrin Thiele (Rudern, Doppelzweier)
  - Tomasz Wylenzek (Kanusport, Canadier Zweier, 1000 m)
- Bronze:
  - Tomasz Wylenzek (Kanusport, Canadier Zweier, 500 m)
  - René Enders (Bahnradsport, Teamsprint)
  - Britta Oppelt (Rudern, Doppelvierer)

Erstes olympisches Gold gewannen die geförderten Athleten bei den Spielen 2012 in London, bei denen die Bundespolizei 25 Olympiateilnehmer stellte. Insgesamt konnten diese für Deutschland 13 Medaillen gewinnen und sieben weitere Top-8-Platzierungen verbuchen. Die Olympiasieger 2012 aus den Reihen der Bundespolizei sind:
- Kristina Vogel (Radsport Bahn Mannschaftssprint),
- Karl Schulze (Rudern, Doppelvierer),
- Sebastian Brendel (Kanurennsport, Canadier-Einer 1000 m) und
- Peter Kretschmer (Kanurennsport, Canadier-Zweier 1000 m).

## Historische Entwicklung
Die Sportförderstätte der Bundespolizei für Sommer- und Ganzjahressportarten wurde 1999 zunächst mit zehn Spitzensportlern (Leichtathletik, Radsport, Judo) und zunächst als zweijährige Projektphase unter der Bezeichnung Bundespolizeileistungssportprojekt in Cottbus ins Leben gerufen. 2007 erfolgte die Öffnung für weitere Sportarten (Kanu, Rudern, Schießen).
Durch Entscheidung des damaligen Innenministers Hans-Peter Friedrich wurde im Juni 2011 der Standort aus sportfachlichen und wirtschaftlichen Gründen von Cottbus in das Bundesleistungszentrum Kienbaum verlegt.